# Archiwum Państwowe w Bydgoszczy
Archiwum Państwowe w Bydgoszczy – jedno z kilkudziesięciu polskich archiwów państwowych, właściwe terytorialnie dla powiatów województwa kujawsko-pomorskiego należących wcześniej do województwa bydgoskiego, z siedzibą przy ulicy Mieczysława Karłowicza 17 w Bydgoszczy.

## Historia archiwum
Na początku 1906 roku, w związku z likwidacją pruskiej Komisji Generalnej dla Prowincji Poznańskiej i Prus Zachodnich w Bydgoszczy (instytucji powołanej do przeprowadzenia reformy rolnej w pruskich prowincjach Prusy Wschodnie, Prusy Zachodnie i Prowincji Poznańskiej), utworzono archiwum przechowujące akta tej instytucji. W latach 1920–1923 podlegało ono Urzędowi Ziemskiemu w Poznaniu, a od 1924 roku stało się oddziałem Archiwum Państwowego w Poznaniu. W 1938 roku w związku z włączeniem Bydgoszczy do województwa pomorskiego, bydgoskie archiwum objęło swoją jurysdykcją całe województwo.
W 1939 roku okupacyjne władze niemieckie przekształciły placówkę w oddział Archiwum Rzeszy w Gdańsku, właściwy terytorialnie dla obszaru rejencji bydgoskiej. W tym czasie do zasobu archiwalnego trafiły akta z przedwojennych polskich urzędów: Urzędu Wojewódzkiego Pomorskiego, Kuratorium Okręgu Szkolnego Pomorskiego oraz Komendy Wojewódzkiej Policji Państwowej.
W latach 1945–1947 archiwum ponownie podporządkowano archiwum w Poznaniu, a od 1947 roku stało się samodzielnym Archiwum Państwowym właściwym dla województwa pomorskiego, a od 1950 roku dla województwa bydgoskiego.
Dyrektorzy archiwum:
1918–1927 Mieczysław Białynia-Rzepecki
1927–1939 Tadeusz Esman
1945–1952 Tadeusz Esman
1952–1953 Czesław Skopowski
1953–1967 Józef Augustyn
1967–1980 Franciszek Fedorowicz
1980–1982 Anna Perlińska
1982–2004 Janusz Kutta
2005-nadal Eugeniusz Borodij

## Zasoby archiwum
Zasób archiwalny bydgoskiego archiwum liczy sobie ponad 10 km akt i obejmuje m.in. akta:
- Deputacji Kamery Wojenno-Domenalnej w Bydgoszczy (1772–1806)
- Departamentu Bydgoskiego (1808–1815)
- Rejencji w Bydgoszczy (1815–1919, 1939–1945) i Inowrocławiu (1939–1945)
- Urzędu Wojewódzkiego Pomorskiego w Toruniu (1920–1939) i Bydgoszczy (1945–1950)
- Prezydium Wojewódzkiej Rady Narodowej w Bydgoszczy (1950–1973)
- administracji państwowej i samorządowej powiatów Bydgoszcz (1809–1975), Chojnice (1772, 1816–1975), Sępólno (1920–1975), Szubin (1880–1975), Świecie (1777, 1808–1975), Tuchola (1773,1873–1975) i Wyrzysk (1837–1975)
- miast północnej części dawnego woj. bydgoskiego, w tym Bydgoszczy, Chojnic, Czerska, Fordonu, Łobżenicy, Miasteczka, Wyrzyska i Wysokiej.

Najstarszy z przechowywanych dokumentów datowany jest na 18 czerwca 1179 roku i dotyczy przejęcia przez papieża Aleksandra III opieki nad klasztorem benedyktynów w Mogilnie. Spośród zbiorów kartograficznych (blisko 11 tysięcy jednostek) najstarszy jest plan Bydgoszczy z 1774 r. autorstwa Juliusa Gretha.

## Siedziba archiwum
Archiwum Państwowe mieści się w eklektycznym budynku wzniesionym jako budynek administracyjno-mieszkalny stoczni Theodora i Adolfa Wulffów. Po upadku tej firmy był on siedzibą Komisji Generalnej dla Prowincji Poznańskiej i Prus Zachodnich w Bydgoszczy, a po jej likwidacji, od 1906 był użytkowany jako archiwum akt. Na fasadzie tablica pamiątkowa ku czci archiwisty Zygmunta Malewskiego (1875–1937).
Po prawie 130 latach działalności w XIX-wiecznym obiekcie przy ul. Dworcowej Archiwum Państwowe w Bydgoszczy zmieniło swoją siedzibę. Nowoczesny gmach przy ul. Karłowicza 17 został zaprojektowany z myślą o zapewnieniu jak najlepszych warunków pracy dla archiwistów oraz przechowywania i udostępniania bezcennych dokumentów historycznych. Budowa nowej siedziby rozpoczęła się w 2021 r. 4 lipca 2022 r. odbyła się uroczystość wmurowania kamienia węgielnego. Otwarcie miało miejsce w wrześniu 2023 roku.
Czterokondygnacyjny budynek bydgoskiego Archiwum może pomieścić ok. 30 km bieżących akt. W obiekcie zastosowano nieszablonowe rozwiązania architektoniczne, technologiczne i informatyczne. Budynek powstał z prostopadłościennej bryły, utrzymanej w neutralnej kolorystyce. Ściany zewnętrzne wykonano z wentylowanych płyt betonowych, wzbogaconych o elementy z pogranicza architektury i grafiki. Technologia ta, poprzez łamanie światła, oprócz znaczenia kompozycyjnego zapobiega przegrzewaniu się pomieszczeń. Przyjęte rozwiązania odpowiadają wymaganiom nowatorskiej architektury, nadając budynkowi cechy postmodernizmu i ponadczasowy charakter.
Magazyny archiwalne zostały wyposażone w nowoczesne systemy regałowe, a część przestrzeni zapewnia odpowiednie warunki klimatyczne do przechowywania dokumentów wymagających obniżonej temperatury. Dodatkowo, dzięki zainstalowanej w budynku komorze fumigacyjnej, przekazywane do Archiwum materiały przejdą dezynfekcję.
Bydgoska placówka nie tylko dostarcza optymalnych warunków dla dokumentów historycznych, ale także zapewnia komfort gościom. Lekcje archiwalne, konferencje i inne wydarzenia mogą odbywać się w przestronnej sali przeznaczonej nawet dla 50 osób.
Duża część działki, na której znajduje się budynek Archiwum została przeznaczona na tereny zielone. Pq lewej strony budynku zaprojektowano ścieżkę edukacyjną, gdzie będą prezentowane wystawy z reprografii materiałów archiwalnych.
Nowa siedziba Archiwum w Bydgoszczy jest w pełni przystosowana dla osób z niepełnosprawnościami – przewidziano dla nich miejsca parkingowe, windy, ścieżki dotykowe i wiele innych udogodnień.